# 国道38号

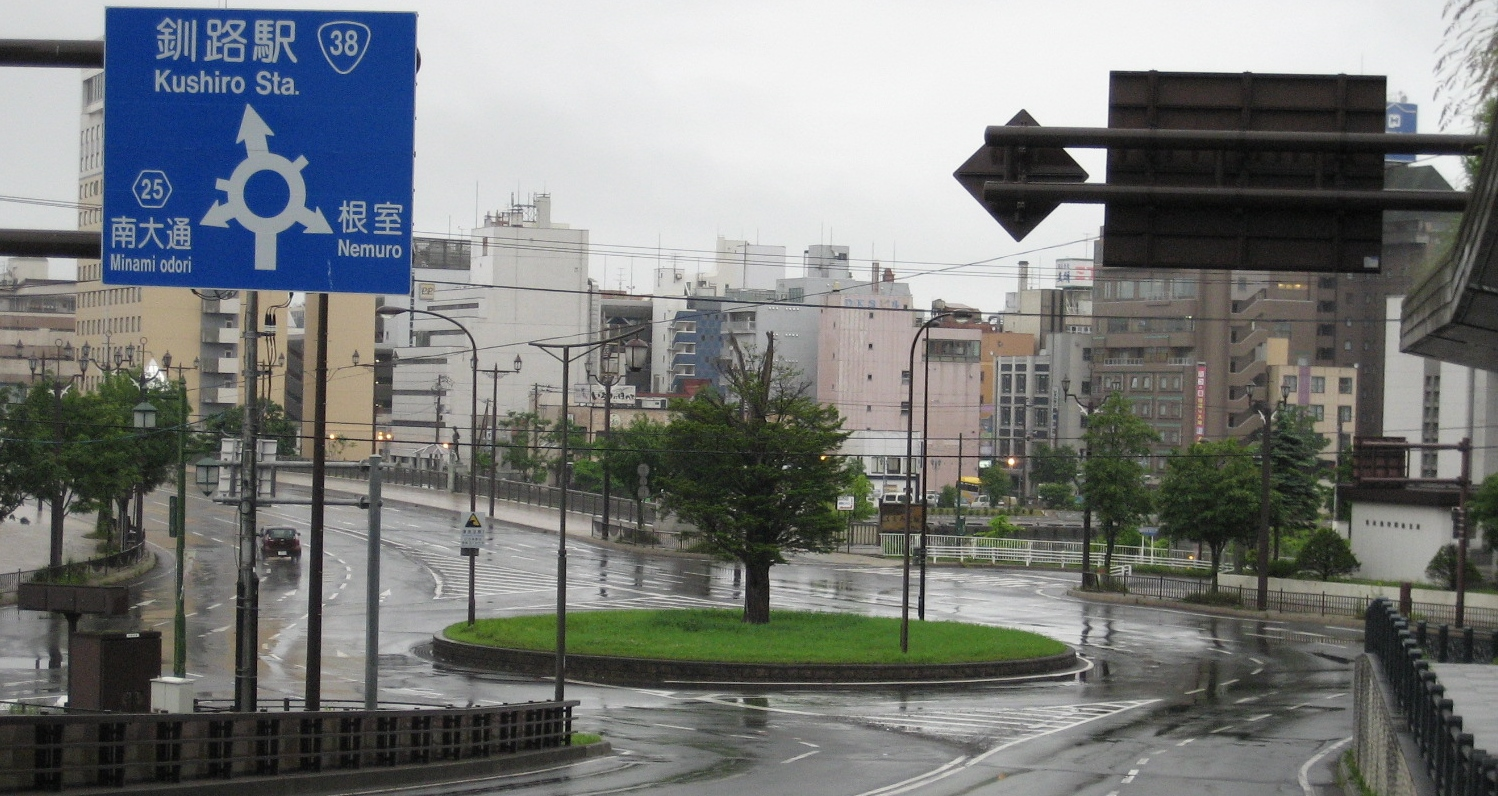
終点の様子

国道38号（こくどう38ごう）は、北海道滝川市から釧路市に至る一般国道である。

## 概要
通称、西から順に「芦別国道」「狩勝国道」「十勝国道」「釧路国道」とよばれ、国道274号と並び北海道の東西をつなぐ大動脈である。

### 路線データ
一般国道の路線を指定する政令に基づく起終点および重要な経過地は次のとおり。
- 起点：滝川市（大町1丁目1番、本町1丁目交差点 = 国道12号交点、国道451号終点）
- 終点：釧路市（大川町5番地、幣舞ロータリー = 国道44号起点、国道336号終点）
- 重要な経過地：赤平市、芦別市、富良野市、上川郡清水町、帯広市、中川郡幕別町、十勝郡浦幌町、白糠郡白糠町
- 総延長 : 323.3 km（重用延長を含む。）[2][注釈 2]
- 重用延長 : 0.6 km[2][注釈 2]
- 実延長 : 322.7 km[2][注釈 2]
  - 現道 : 297.2 km[2][注釈 2]
  - 旧道 : なし[2][注釈 2]
  - 新道 : 25.5 km[2][注釈 2]
- 指定区間：全線

## 歴史
1952年（昭和27年）から1965年（昭和40年）にかけて、国道38号の浦幌町共栄から釧路市音別町直別までの間は、現在と異なる経路を経由しており、現在の北海道道1038号直別共栄線の「霧止峠」と「厚内トンネル」を経由していた。

## 路線状況

### 別名
- 東大通（滝川市）
- 芦別国道
- 狩勝国道
- 十勝国道
- 釧路国道（釧路市）
- 釧路新道
- 国道幹線通（釧路圏都市計画道路）

### バイパス
- 赤平バイパス
- 芦別バイパス
- 富良野道路
- 浦幌バイパス
- 釧路新道（2013年12月13日 全線開通[3]）
- 釧路外環状道路（一部国道44号）

### 重複区間
- 国道452号（芦別市北2条東1丁目・北2条西1丁目交差点 - 芦別市本町・芦別橋交差点）
- 国道237号（富良野市若松町・若松町15交差点 - 富良野市東山・東山やなぎ交差点）
- 国道274号（上川郡清水町南1条11丁目 - 上川郡清水町南4条11丁目）
- 国道242号（帯広市大通北1丁目 - 中川郡幕別町明野）
- 国道336号（十勝郡浦幌町共栄 - 釧路市大川町（終点））

### 道路施設
浦幌町内にある浦幌、上厚内、直別の3トンネルは、トンネル自体の全高が低く、旧規格の狭小な道路幅のため、季節を問わず対向車との衝突事故が多発している。
高さ 3.80 m、幅 3.00 mを超える特殊車両は通行禁止となっており、迂回路として北部を並行する国道242号、国道274号、国道392号が指定されている。

#### トンネル
- 野花南トンネル（1,055 m）
- 奔茂尻トンネル（547 m）
- 浦幌トンネル（327 m）
- 上厚内トンネル（255 m）
- 直別トンネル（315 m）

#### 道の駅
- 空知総合振興局
  - スタープラザ芦別 （芦別市）
- 上川総合振興局
  - 南ふらの （空知郡南富良野町）
- 十勝総合振興局
  - うらほろ （十勝郡浦幌町）
- 釧路総合振興局
  - しらぬか恋問 （白糠郡白糠町）: 炭焼き豚丼で有名な店がある。

### 交通量
2005年度（平成17年度道路交通センサス）
平日24時間交通量（台）
| 地点                 | 台数   |
| -------------------- | ------ |
| 富良野市学田1区      | 12,086 |
| 上川郡新得町字北新得 | 03,752 |
| 上川郡清水町字羽帯   | 10,169 |
| 河西郡芽室町日進     | 14,594 |
| 帯広市大通1丁目      | 28,965 |
| 中川郡幕別町札内     | 15,062 |
| 十勝郡浦幌町上厚内   | 09,302 |
| 釧路市大楽毛         | 16,813 |
| 釧路市北大通1丁目    | 47,219 |

## 地理

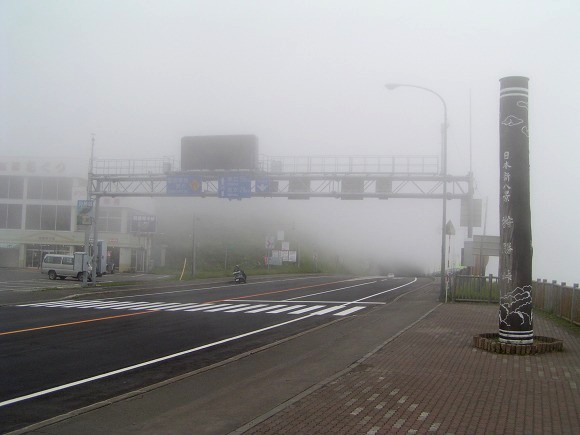
狩勝峠を走る国道38号（2005年7月撮影）

### 通過する自治体
- 北海道
  - 空知総合振興局
    - 滝川市 - 赤平市 - 芦別市

  - 上川総合振興局
    - 空知郡中富良野町 - 富良野市 - 空知郡南富良野町

  - 十勝総合振興局
    - 上川郡新得町 - 上川郡清水町 - 河西郡芽室町 - 帯広市 - 中川郡幕別町 - 中川郡豊頃町 - 十勝郡浦幌町

  - 釧路総合振興局
    - 釧路市 - 白糠郡白糠町 - 釧路市

### 交差する道路

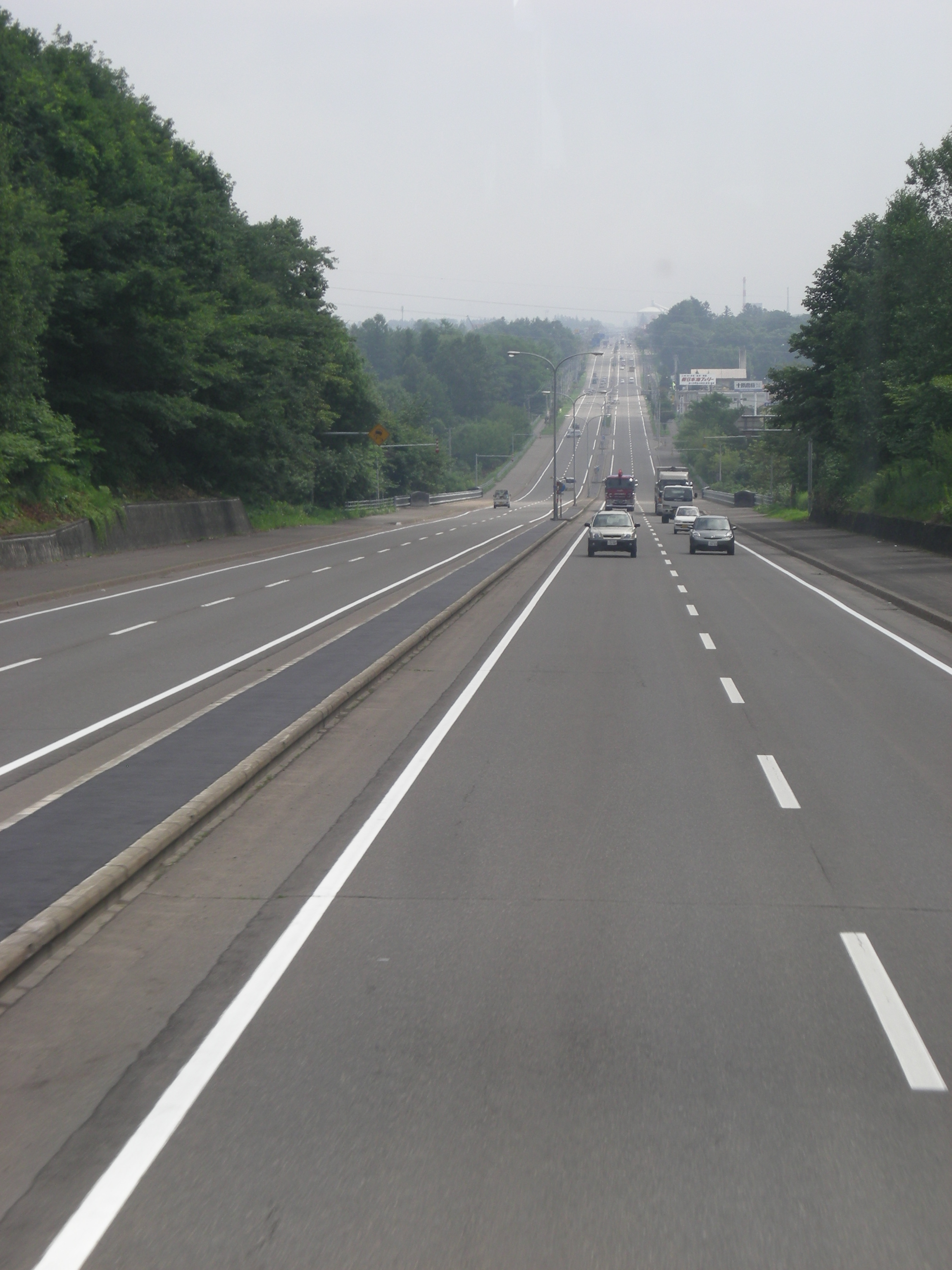
2009年8月1日撮影 河西郡芽室町付近から東（帯広市）方向を望む

#### 現道
空知総合振興局
滝川市
- 国道451号、国道12号 : 大町1丁目（起点）
- 国道12号（滝川バイパス） : 東町1丁目
- 道央自動車道滝川IC : 東滝川
- 北海道道776号北滝の川東滝川停車場線 : 東滝川町2丁目

赤平市
- 北海道道564号江部乙赤平線 : 共和町（共和234交差点）
- 北海道道224号芦別赤平線 : 幌岡町
- 国道38号（赤平バイパス） : 字豊里
- 北海道道224号芦別赤平線 : 字豊里、本町1丁目
- 北海道道114号赤平奈井江線 : 茂尻元町南5丁目
- 国道38号（赤平バイパス） : 茂尻中央町南1丁目（茂尻中央町南1交差点）

芦別市
- 北海道道339号高根平岸停車場線 : 高根町
- 北海道道4号旭川芦別線 : 北7条西4丁目
- 北海道道788号芦別停車場線 : 北7条西2丁目
- 国道452号 : 北5条東1丁目
- 北海道道115号芦別砂川線 : 本町
- 国道452号 : 北3条東2丁目
- 北海道道115号芦別砂川線 : 上芦別町
- 北海道道365号上芦別停車場線 : 上芦別町（上芦別71交差点）
- 北海道道70号芦別美瑛線（新道） : 野花南町
- 北海道道601号野花南停車場線 : 野花南町
- 北海道道70号芦別美瑛線（旧道） : 野花南町

上川総合振興局
富良野市
- 北海道道135号美唄富良野線 : 島ノ下
- 国道38号（旭川十勝道路富良野道路）・国道237号（旭川十勝道路富良野北道路）北の峰IC : 字学田3区
- 北海道道800号北の峯線 : 字学田3区
- 国道237号（北海道道298号上富良野旭中富良野線重用） : 若松町
- 北海道道985号山部北の峰線 : 末広町
- 国道38号（旭川十勝道路富良野道路）布部IC : 字上五区
- 北海道道544号麓郷山部停車場線 : 山部市街地
- 北海道道706号南陽山部停車場線 : 山部市街地1条通南2丁目（山部1南2交差点）
- 国道237号 : 字東山（東山やなぎ交差点）
- 北海道道253号東山富良野停車場線 : 字東山（東山あかしや交差点）

空知郡南富良野町
- 北海道道465号金山幾寅停車場線 : 字幾寅
- 北海道道1030号石勝高原幾寅線 : 字幾寅
- 北海道道1117号落合停車場線 : 落合

十勝総合振興局
上川郡新得町
- 北海道道1085号新内線 : 字新内
- 北海道道75号帯広新得線 （北海道道133号音更新得線重用）: 栄町
- 北海道道1075号新得停車場線 : 4条南1丁目
- 北海道道136号夕張新得線 : 4条南4丁目

上川郡清水町
- 北海道道973号北清水清水線 : 清水基線
- 国道274号 : 南1条11丁目
- 国道274号 : 南4条11丁目
- 北海道道718号忠別清水線 : 字御影南1線
- 北海道道734号熊牛御影線 : 御影本通5丁目
- 北海道道55号清水大樹線 : 御影本通5丁目

河西郡芽室町
- 北海道道62号豊頃糠内芽室線 : 本通10丁目
- 北海道道54号東瓜幕芽室線 : 東1条10丁目
- 北海道道1152号芽室帯広インター線 : 東芽室基線

帯広市
- 北海道道214号川西芽室音更線 : 西23条北1丁目
- 北海道道440号西帯広停車場線 : 西23条北1丁目
- 北海道道151号幕別帯広芽室線、北海道道214号川西芽室音更線 : 西22条北1丁目
- 国道241号（帯広北バイパス）（国道273号重用）、北海道道715号芽室東四条帯広線 : 西17条北1丁目
- 北海道道75号帯広新得線 : 西12条北1丁目
- 北海道道26号帯広停車場線 : 西2条北1丁目
- 国道236号、国道241号 : 大通北1丁目

中川郡幕別町
- 北海道道238号更別幕別線 : 札内共栄町
- 北海道道151号幕別帯広芽室線 : 札内中央町
- 北海道道151号幕別帯広芽室線 : 字千住
- 北海道道15号幕別大樹線 : 本町
- 国道242号 : 字明野

中川郡豊頃町
- 北海道道62号豊頃糠内芽室線 : 礼作別
- 北海道道210号尾田豊頃停車場線（北海道道318号湧洞豊頃停車場線重用） : 茂岩新和町
- 北海道道320号旅来豊頃停車場線・北海道道882号利別牛首別線 : 育素多
- 北海道道73号帯広浦幌線 : 豊頃

十勝郡浦幌町
- 北海道道1146号瀬多来吉野線 : 字吉野
- 国道336号、北海道道1038号直別共栄線 : 字共栄（吉野共栄交差点）
- 北海道道56号本別浦幌線 : 字万年（光南交差点）
- 北海道道597号十弗浦幌線 : 東山町
- 北海道道1038号直別共栄線 : 字直別

釧路総合振興局
釧路市
- 北海道道361号尺別尺別停車場線 : 音別町音別原野東
- 北海道道241号本流音別停車場線 : 音別町本町1丁目

白糠郡白糠町
- 国道392号 : 東1条南2丁目
- 北海道道314号白糠停車場線 : 東2条南2丁目
- 北海道道242号上庶路庶路停車場線 : 西庶路東2条南2丁目

釧路市
- 国道38号（釧路新道） : 大楽毛3線
- 国道240号 : 大楽毛3線
- 北海道道113号釧路環状線（北海道道148号釧路西インター線重用）、北海道道559号新富士停車場線 : 鳥取大通9丁目
- 北海道道53号釧路鶴居弟子屈線 : 鳥取大通4丁目
- 北海道道53号釧路鶴居弟子屈線 : 鳥取大通1丁目、新富士町1丁目
- 北海道道24号釧路停車場線、国道44号 : 北大通5丁目
- 北海道道25号釧路港線、北海道道113号釧路環状線 : 大町1丁目（幣舞ロータリー、終点）

#### 赤平バイパス
空知総合振興局
赤平市
- 国道38号（現道） : 字豊里
- 北海道道224号芦別赤平線 : 東豊里町
- 北海道道224号芦別赤平線 : 百戸町東1丁目
- 国道38号（現道） : 茂尻中央町南1丁目（茂尻中央町南1交差点）

#### 釧路新道
釧路総合振興局
釧路市
- 国道38号（現道） : 大楽毛3線
- 国道240号 : 大楽毛
- 北海道道53号釧路鶴居弟子屈線 : 鶴野
- 道東自動車道・釧路外環状道路釧路西IC・北海道道148号釧路西インター線 : 北園

### 主な峠
- 樹海峠（三の山峠）（標高476 m） : 富良野市 - 空知郡南富良野町
- 狩勝峠（標高644 m） : 空知郡南富良野町 - 上川郡新得町

## その他
当国道を題材にした作品
- 『国道38号』（作詞 / 作曲 : 松山千春　2006年アルバム『現実』・所収）[4]